# Michel Gaudin (physicien)
Michel Gaudin, né le 2 décembre 1931 à Paris et mort le 4 août 2023 à Bures-sur-Yvette,, est un physicien français, connu pour le modèle de Gaudin, dans lequel un spin central est couplé à de nombreux spins environnants.

## Biographie
Après avoir obtenu le diplôme d'ingénieur des ponts et chaussées, Gaudin rejoint en 1956 le CEA de Saclay pour travailler sur des expériences neutroniques. Deux ans plus tard, il rejoint le groupe de travail des théoriciens de Claude Bloch, qui devient le Service de Physique Théorique, auquel il appartient pour le reste de sa carrière. En 1967, il obtient de l'Université Paris-Sud à Orsay son doctorat en physique avec une thèse Étude d'un modèle à une dimension pour un système de fermions en interaction. Les recherches de Gaudin portent, entre autres, sur la description en mécanique quantique des systèmes à plusieurs corps, en particulier les systèmes de spin.
Avec Madan Lal Mehta en 1960, il publie Sur la densité des valeurs propres d'une matrice aléatoire, un article important sur les matrices aléatoires.
Gaudin reçoit le Prix de la Fondation Saintour, décerné tous les deux ans depuis 1889 par le Collège de France. En 2019, il reçoit, avec deux autres physiciens, le Prix Dannie-Heineman de physique mathématique de la Société américaine de physique.

## Ouvrages
- M. Gaudin, Modèles exactement résolus, EDP Sciences (1996) (ISBN 2-86883-264-4) .
- M. Gaudin, La Fonction d'onde de Bethe, Masson, Paris (1983) (ISBN 2-225-79607-6) .
  - Schütz, « The Bethe Wavefunction, by Michel Gaudin », Contemporary Physics, vol. 56, no 2,‎ 2014, p. 239–240 (ISSN 0010-7514, DOI 10.1080/00107514.2014.990992)